# HMS Kandahar (F28)
HMS Kandahar (F28) là một tàu khu trục lớp K được Hải quân Hoàng gia Anh Quốc chế tạo vào cuối những năm 1930. Kandahar đã phục vụ trong Chiến tranh Thế giới thứ hai cho đến khi bị hư hại nặng do trúng một quả mìn của Ý rải tại Địa Trung Hải, và bị Jaguar đánh đắm vào ngày hôm sau 20 tháng 12 năm 1941.

## Thiết kế và chế tạo
Kandahar được đặt hàng vào tháng 3 năm 1935 cho hãng William Denny & Brothers ở Dumbarton, và được đặt lườn vào ngày 18 tháng 1 năm 1938. Nó được hạ thủy vào ngày 21 tháng 3 năm 1939 và nhập biên chế cùng Hải quân Hoàng gia vào ngày 10 tháng 10 năm 1939. Tên nó được đặt theo thành phố Kandahar của Afganistan.

## Lịch sử hoạt động
Vào ngày 21 tháng 2 năm 1941, cùng với tàu khu trục HMS Kimberley và tàu tuần dương HMS Manchester, Kandahar đã ngăn chặn con tàu vượt phong tỏa Đức SS Wahehe ngoài khơi Iceland. Vào ngày 19 tháng 12 năm 1941, nó tham gia Lực lượng K trong một chiến dịch đánh chặn một đoàn tàu vận tải Ý hướng đến Tripoli. Đang khi tìm cách cứu chiếc tàu tuần dương HMS Neptune bị hư hại, bản thân nó trúng phải một quả mìn Ý vừa mới rải, và bị hư hại quá mức có thể sửa chữa. Kandahar bị tàu khu trục HMS Jaguar đánh đắm vào ngày hôm sau, ở tọa độ 32°57′0″B 14°19′0″Đ / 32,95°B 14,31667°Đ. 73 thành viên thủy thủ đoàn đã thiệt mạng cùng con tàu.